# الكتاب الأخضر
الكتاب الأخضر هو كتاب فلسفي ألّفه معمر القذافي عام 1975 مترجم لعدة لغات وفيه يعرض أفكاره حول أنظمة الحكم وتعليقاته حول التجارب الإنسانية كالاشتراكية والحرية والديمقراطية، حيث يعتبر هذا الكتاب أساس النظام الجماهيري الذي ابتدعه معمر القذافي.

## الفصول
ينقسم الكتاب الأخضر إلى ثلاثة فصول:
- الفصل الأول: حل مشكلة الديمقراطية «سلطة الشعب». يتناول في هذا الفصل المواضيع التالية: أداة الحكم، المجالس النيابية، الحزب، الطبقة، الاستفتاء، المؤتمرات الشعبية واللجان الشعبية، شريعة المجتمع، من يراقب سير المجتمع، الصحافة.
- الفصل الثاني: حل المشكل الإقتصادي «الإشتراكية».
- الفصل الثالث: الركن الإجتماعي للنظرية العالمية الثالثة. يتناول في هذا الفصل المواضيع التالية: الأسرة، المرأة، الأقليات، السود، التعليم، الألحان والفنون، الرياضة والفروسية والعروض.

## من مقولات الكتاب الأخضر
منذ إصدار الكتاب عام 1975 وحتى اندلاع الحرب الأهلية الليبية عام 2011 كانت مقولات الكتاب الأخضر تزين مختلف الشوارع والمرافق العامة في ليبيا بما فيها ترويسة الخطابات والوثائق الرسمية، وكان يفتتح بها نشرات الأخبار اليومية في التلفزيون الليبي ورغم أن معاني بعضها كان جميلاً إلا أن تطبيقها على أرض الواقع كان له أثره السلبي على المجتمع الليبي:
- البيت لساكنه.
- الحزبية إجهاض للدمقراطية.
- شركاء لا أجراء[5]
- البيت يخدمه أهله.
- الأرض ليست ملكاً لأحد.
- لا حرية لشعب يأكل من وراء حدوده[6]
- الرياضة نشاط عام ينبغي أن يمارس لا أن يتفرج عليه.
- لا ديمقراطية بدون مؤتمرات شعبية.
- الطفل تربيه أمه.
- المعرفة حق طبيعي لكل إنسان.
- إن الجهل سينتهي عندما يقدم كل شيء على حقيقته
- إن الشعوب لا تنسجم إلا مع فنونها وتراثها.